# Bunaeopsis dido
Bunaeopsis dido är en fjärilsart som beskrevs av J. Peter Maassen och Gustav Weymer 1881. Bunaeopsis dido ingår i släktet Bunaeopsis och familjen påfågelsspinnare. Inga underarter finns listade i Catalogue of Life.